# Богдатское сражение
Богдатское сражение — произошедшее в сентябре-октябре 1919 года в Забайкалье сражение Гражданской войны в России, в котором участвовали красные партизаны с одной стороны и белые части (при поддержке 5-й японской экспедиционной дивизии) с другой.

## История
Летом 1919 года силы атамана Семёнова и японских интервентов начали массированное наступление на партизанские позиции в Восточном Забайкалье. В операции приняли участие восемь казачьих полков и до 2000 японских солдат. Наступление оказалось неожиданным для партизан, их силы были окружены около сёл Богдать и Хомяки.
В Богдати находился штаб Восточно-Забайкальского фронта во главе с командующим фронтом Павлом Журавлёвым. С 29 сентября по 19 октября партизаны предпринимали безуспешные попытки прорвать окружение. В итоге им удалось обманным маневром выманить белых (поверивших, что партизанам каким-то образом удалось прорвать окружение) из Хомяков, после чего всё же выйти из окружения. Сражение принесло некоторые тактические успехи белым, однако двум третям партизан удалось выйти из окружения и скрыться, и основная цель операции — уничтожение партизанских войск — была провалена.

## В фольклоре
В Богдатском хребте Забайкалья
Жестокая битва была.
Мы там защищали свободу,
И кровь там рекою текла
Народная песня